# Strobilanthes cuspidatus
Strobilanthes cuspidatus är en akantusväxtart som först beskrevs av George Bentham, och fick sitt nu gällande namn av T. Anders.. Strobilanthes cuspidatus ingår i släktet Strobilanthes och familjen akantusväxter. Inga underarter finns listade i Catalogue of Life.